# ギヨーム・シュートル
ギヨーム・シュートル（Guillaume Sutre, 1969年 - ）はフランスのヴァイオリニスト。イザイ四重奏団の第1ヴァイオリン奏者。

## 略歴等
カンブレー生まれ。14歳でパリ音楽院に入学し、ジェラール・プーレに学んだ後、プルミエ・プリを取得して卒業。その後、アメリカのインディアナ大学にてジョーゼフ・ギンゴールドのもとで研鑽を積む。トリオ・ヴァンダラーのメンバーとして、ピアノのヴァンサン・コック、チェロのラファエル・ピドゥーと共に活動してきたが、1995年からイザイ四重奏団に移り、第1ヴァイオリン奏者を務めている。
2008年より、アメリカのカリフォルニア大学ロサンゼルス校の教授に就任。
スュートルはグレゴリオ・アントニアッツィのヴァイオリンとフランソワ・リュポの弓を使用している。